# Schoettella ununguiculata
Schoettella ununguiculata is een springstaartensoort uit de familie van de Hypogastruridae. De wetenschappelijke naam van de soort is voor het eerst geldig gepubliceerd in 1869 door Tullberg.